# Paraliparis badius
Paraliparis badius és una espècie de peix pertanyent a la família dels lipàrids. Fa 8,2 cm de llargària màxima.
i té seixanta-cinc vèrtebres. És un peix marí, batidemersal i d'aigües fondes que viu al talús continental. És bentònic. Es troba a l'Índic oriental: davant les costes de Tasmània (Austràlia). És inofensiu per als humans.